# 柏原市立玉手小学校
柏原市立玉手小学校（かしわらしりつたまてしょうがっこう）は、大阪府柏原市にある公立小学校である。

## 沿革
1973年設立。

## 通学区域
1985年4月1日 - 柏原市立国分中学校より分離開校。